# Jan Beneš (superintendent)
Jan Beneš (9. listopadu 1823 Vysoké Mýto – 18. listopadu 1883 Vanovice) byl český reformovaný kazatel a čtvrtý moravský superintendent.
Narodil se roku 1823 ve Vysokém Mýtě. Vystudoval gymnázium v Těšíně, filosofii v Prešpurku a teologii ve Vídni. V letech 1849–1863 byl farářem v Nosislavi. V Nosislavi se oženil s Karolínou Kúnovou, vdovou po svém předchůdci. Po smrti superintendenta Samuela z Nagy byl povolán do Vanovic, kde se stal jeho nástupcem jako farář i jako superintendent a kde působil až do své smrti. Vynikal výbornou znalostí latiny.
Je pohřben ve Vanovicích.
Jeho zetěm byl farář a teolog Bohumil Karel Mareš.
Rukopisná sbírka jeho kázání je uložena v The University of Iowa Libraries v pozůstalosti Františka Kúna.